# Protracheoniscus larii
Protracheoniscus larii är en kräftdjursart som beskrevs av Karl Wilhelm Verhoeff1927. Protracheoniscus larii ingår i släktet Protracheoniscus och familjen Trachelipodidae. Inga underarter finns listade i Catalogue of Life.